# Wyochernes changaiensis
Espèce
Synonymes
- Gobichernes changaiensis Krumpál & Kiefer, 1982

Wyochernes changaiensis est une espèce de pseudoscorpions de la famille des Chernetidae.

## Distribution
Cette espèce est endémique de Mongolie.

## Publication originale
- Krumpál & Kiefer, 1982 : Pseudoskorpione aus der Mongolei (Arachnida, Pseudoskorpiones). Ergebnisse der gemeinsamen Mongolisch-Slowakischen biologischen expedition. Annotationes Zoologicae et Botanicae, vol. 146, p. 1-27.